# Brave浏览器
Brave是一个基于Chromium网页浏览器及其Blink排版引擎的自由及开放源代码网页浏览器，由Mozilla项目的联合创始人、JavaScript的创造者布蘭登·艾克創建。Brave宣称會阻止网站跟踪器和移除侵入式网络广告，通过与广告客户分享更少数据来改善网络隐私。截至2017年，Brave已面向iOS、Android、Windows、macOS和Linux開启Beta版测试。
Brave軟體公司位於加利福尼亞州聖塔克拉拉。
截至2024年12月，Brave擁有7730萬每月活躍用戶、3210萬每日活躍用戶和一個超過180萬內容創作者的網絡。

## 历史
Brave 由布蘭登·艾克和Brian Bondy于2015年5月28日成立的Brave Software開發，並于2016年1月20日發布第一版，其目標是為万维网上，內容創作者和出版商廣泛採用的建基於廣告收入，以向最终用户免费提供内容的系统提供替代方案。
布蘭登·艾克认为万维网面临着广告客户与用户之间日益增长的冲突构成的“原始威胁”——广告客户激励收集和存储网络用户的详细、私密的个人信息的模式，以提供更有效的广告，而越来越多的用户反感於其个人信息被收集。
2017年5月，Brave仅花30秒就完成了约3千5百万美元的ICO。
2018年6月，Brave的電腦版本加入了Tor功能。
2019年8月，维基百科成为Brave认证发布者中的一员，这代表用户从此可透过BAT加密货币向维基百科进行捐款。与此同时，Brave每月已累计拥有7百万名活跃用户。
2020年11月，Brave報告每月有2000萬用戶。
2021年3月，Brave 使用 Tailcat 構建了其搜索引擎，該引擎是於當年早些時候從德國公司 Hubert Burda Media （页面存档备份，存于） 的子公司 Cliqz 收購的。 Tailcat 旨在提供搜索結果，無需記錄用戶活動或創建配置文件。
2021年4月，Brave成為第一款在Epic Games Store上架的瀏覽器。
2021年6月Brave Software宣佈即將推出搜索引擎 Brave Search （页面存档备份，存于）。
2021年9月，Brave的每月活躍用戶超過了3600萬。
2022年6月，Brave Search正式發布。同时还添加了新的「Goggles」功能，允许用户自訂规则和过滤器並將其应用于搜索查询。

## 功能
- Brave Search （页面存档备份，存于）[20][21][4]
- Brave Wallet[25]
- Brave Shields[26]
- Brave Talk （页面存档备份，存于）
- Brave BAT[27]
- Brave Leo[28]
- IPFS[29][30][5]

## 反响
评论家对测试版的发布作出了积极回应，指出该浏览器“在某些基准测试中具有竞争力，甚至在某些测试下击败了竞争对手（优于成熟的浏览器）”。一个旧版本（0.7）被归类为“强大而原始”。其他人也都表示，Brave是有点怪癖的超快。

## 批評
由於Brave瀏覽器是由一家與艾克有關的公司研發，所以有人因為反對艾克就同性戀議題上採取的立場而對此瀏覽器作出批評。
這批評聲浪源自2014年。當時還在Mozilla工作的艾克，向支持加州禁止同性婚姻公投提案的團體，作出一千美元的政治捐獻。
Brave 浏览器也因为将广告收益移到自己手中、未经创作者同意发放非请求的捐赠、针对加密货币钱包添加推广链接，以及未经用户允许安装付费VPN服务等问题，受到了负面评价。